# Sigifredo Martínez
José Sigifredo Martínez Ramírez (Callao, Perú, 25 de diciembre de 1943), más conocido como Sigi Martínez, es un exfutbolista peruano que jugaba de delantero y que destacó en el Real Zaragoza de España, club en el que marcó una época gloriosa durante los años 60.

## Trayectoria
Sigi Martínez antes de migrar a España solo jugó en academias formativas y no llegó a debutar en la Primera División del Perú. Poco antes de partir a Europa el Club Sporting Cristal había adquirido sus servicios, pero nunca debutó en dicho club ya que rápidamente fue vendido luego de asombrar a los directivos zaragozanos durante una gira. Es así que con tan solo 18 años de edad es fichado por el Real Zaragoza de España, club que lo hizo debutar en el fútbol profesional en 1962. Jugó por el Zaragoza hasta el año 1967, logrando ser campeón en 3 oportunidades, obtuvo 2 Copa del Rey y 1 Copa de Ferias(la precursora de la Copa UEFA u hoy UEFA Europa League).

## Clubes
| Club                        | País    | Año         |
| --------------------------- | ------- | ----------- |
| Real Zaragoza               | España  | 1962 - 1967 |
| Recreativo de Huelva        | España  | 1967        |
| Elche C. F.                 | España  | 1967 - 1969 |
| Elche Ilicitano C. F.       | España  | 1969 - 1970 |
| Elche C. F.                 | España  | 1970        |
| Villarreal C. F.            | España  | 1970 - 1971 |
| SC Toulon                   | Francia | 1971 - 1974 |
| US Toulouse                 | Francia | 1974 - 1975 |
| Athlétic Club Arles-Avignon | Francia | 1975 - 1977 |

## Palmarés

### Copas internacionales
| Título         | Club          | País   | Año       |
| -------------- | ------------- | ------ | --------- |
| Copa de Ferias | Real Zaragoza | España | 1963-1964 |

### Copas nacionales
| Título       | Club          | País   | Año       |
| ------------ | ------------- | ------ | --------- |
| Copa del Rey | Real Zaragoza | España | 1963-1964 |
| Copa del Rey | Real Zaragoza | España | 1965-1966 |